# Dadlington
Dadlington är en by i civil parish Dadlington & Sutton Cheney, i distriktet Hinckley and Bosworth, i grevskapet Leicestershire i England. Byn är belägen 5 km från Market Bosworth. Dadlington var en civil parish 1866–1935 när blev den en del av Sutton Cheney. Civil parish hade 200 invånare år 1931.